# Sinclair C5

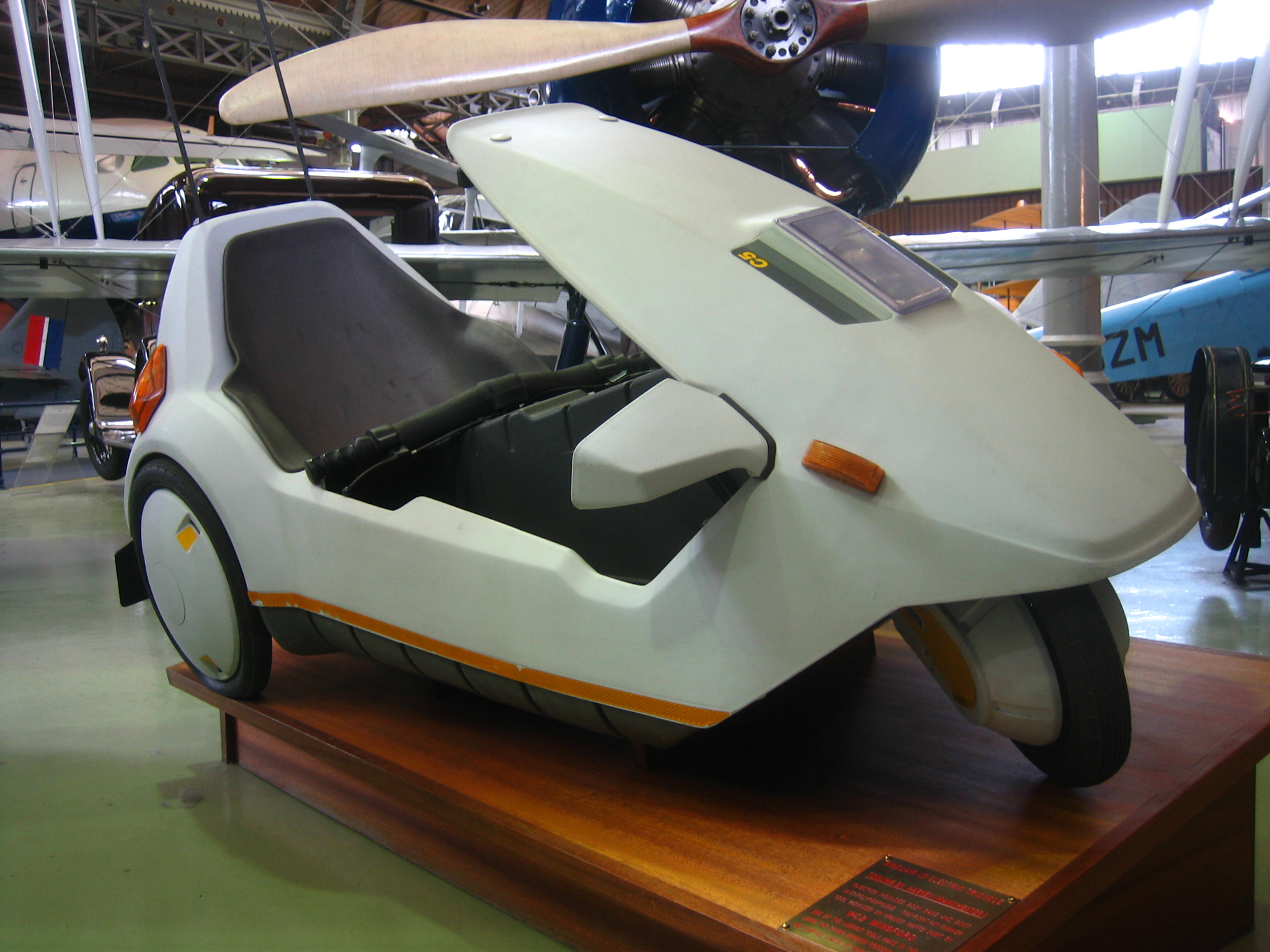
Sinclair C5 wyposażony w dwa boczne lusterka wsteczne oraz kierunkowskazy

Sinclair C5 – niewielki trzykołowy osobisty (jednoosobowy) moped z napędem elektrycznym służący do poruszania się nim jednej osoby, zaprojektowany przez Clive'a Sinclaira, produkowany w Wielkiej Brytanii przez firmę Sinclair Vehicles Ltd. Premiera odbyła się 10 stycznia 1985 roku. Pojazd kosztował wówczas 399 funtów.

## Charakterystyka
Sinclair C5 jest jednoosobowym pojazdem stanowiącym połączenie roweru poziomego z mikrosamochodem. Do jego poruszania wykorzystywana jest siła ludzkich mięśni lub silnik elektryczny zasilany z akumulatora.
Bagażnikiem jest mały schowek. 

## Popularność
Oznaczenie C5 pochodzi od imienia wynalazcy Clive'a Sinclaira.
Pojazd nie zyskał popularności, pomimo iż nie wymaga zarejestrowania. Istnieje jednak wielu zwolenników oraz klub miłośników i sympatyków pojazdu Sinclair C5.
Wyprodukowano 14 000 sztuk pojazdów, przed bankructwem firmy sprzedano około 5000 sztuk. Część pozostałych pojazdów została zakupiona przez kolekcjonerów po cenie znacznie wyższej od oficjalnej.

## Dane techniczne
- Wymiary: 
  - długość – 1,80 m (1744 mm)
  - szerokość – 70 cm (744 mm)
  - średnica koła tylnego wraz z oponą – 40 cm
  - masa – 30 kg (66 funtów)
- Napęd elektryczny: 
  - silnik elektryczny szczotkowy produkcji Philips Electric (Polymotor Italiana SpA) o mocy 0,25 kilowata (0,34 KM) o prędkości obrotowej 3300 RPM zasilany prądem o napięciu 12 V z akumulatora ołowiowego o pojemności 45 Ah
  - prędkość jazdy – 24 km/h
  - prędkość maksymalna – 35 km/h
- Materiał wykonania: rama stalowa, obudowa nadwozia poliestrowa
- Wyposażenie standardowe i dodatkowe: światła boczne, lusterka wsteczne, hamulec szczękowy, światło stop[5]
- Produkcja: zakłady Sinclair Vehicles Ltd, Camberley, Surrey, Anglia
- Okres produkcji: styczeń 1985 – październik 1985
- Liczba wyprodukowanych sztuk: 14 000, z czego sprzedano 5000